# Charles Beresford
Charles William de la Poer Beresford (Philipstown, 10 febbraio 1846 – Caithness, 6 settembre 1919) è stato un politico e ammiraglio inglese.

## Biografia
Era il secondo figlio di John Beresford, IV marchese di Waterford, e di sua moglie, Christiana Leslie. Suo fratello maggiore, John succedette al titolo alla morte del padre, William si unì al 9th Queen's Royal Lancers, ricevendo una Victoria Cross nella Guerra Zulu, Marcus si unì al 7º reggimento degli Ussari e divenne uno scudiero di Giorgio V e Delaval divenne un allevatore in Canada.
La sua famiglia discendeva dai conquistatori inglesi che avevano invaso l'Irlanda durante il regno di Giacomo I.

## Carriera

### Carriera navale
Entrò nella Royal Navy nel 1859, all'età di 13 anni, dopo la scuola preparatoria alla Stubbington House School e iniziò la sua formazione come cadetto all'accademia navale HMS Britannia. Fu immediatamente nominato guardiamarina sulla nave ammiraglia della flotta del Mediterraneo, il HMS Marlborough (1855). Nella primavera 1863 venne trasferito sulla HMS Defence (1861). 

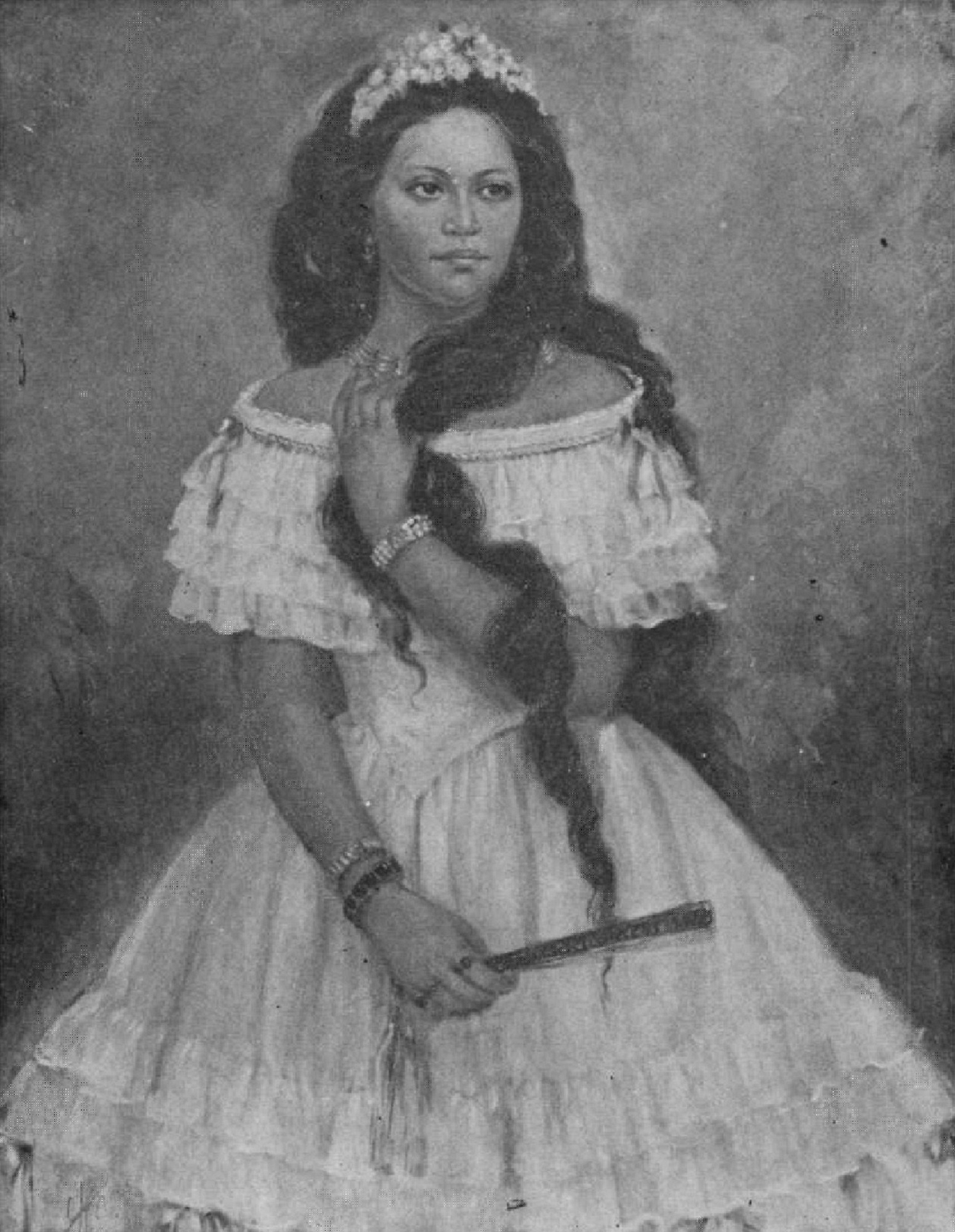
Nancy Sumner, 1859.

Nel 1864 venne trasferito sulla HMS Clio (1858). Nella primavera 1865 la Clio visitò il Regno delle Hawaii (allora conosciuto come Isole Sandwich); fu allora che Beresford incontrò Nancy Wahinekapu Sumner, uno delle dame della regina vedova Emma. Beresford e Sumner divennero amici e continuarono la loro amicizia per corrispondenza. Più tardi, nel 1865, venne trasferito alla corvetta HMS Tribune, una delle navi più eleganti della marina del momento. Nel gennaio 1866 venne promosso al grado di sottotenente. Un mese dopo venne trasferito alla fregata HMS Sutlej (1855), il fiore all'occhiello della flotta del Pacifico. Nell'estate 1868 è stato uno dei sottotenenti sullo yacht reale Victoria and Albert.
Prese parte alla fregata HMS Galatea (1859) comandato dal figlio della regina Vittoria, il Duca di Edimburgo, e girò il mondo. Durante una visita al Regno delle Hawaii nel 1869, Beresford incontrò di nuovo Nancy Sumner. Si propose a lei, ma lei rifiutò a causa delle loro differenze sociali e razziali.

### Carriera politica
Entrò in Parlamento con l'Irish Conservative Party nel 1874, rappresentando il Collegio della Contea di Waterford, carica che mantenne fino al 1880. La carriera parlamentare venne salvata grazie all'intervento del Primo Ministro, Benjamin Disraeli. Contemporaneamente alla sua carriera politica continuò a servire nella marina, diventando comandante nel 1875.
Nel 1874, è stato uno dei trentadue aiutanti scelti per accompagnare il Principe di Galles in un tour in India. Vittoria contestò, sulla base della sua cattiva reputazione, ma rimase su insistenza del principe. Il tour è stato un vivace mix di impegni sociali e battute di cacce. Fu aiutante di campo del principe di Galles (1875-1876).

### Coinvolgimento in Egitto e Sudan
Dal 1878 fino al 1881 Beresford era secondo in comando dello yacht reale HMY Osborne. Fu capitano della cannoniera HMS Condor nel 1882, quando partecipò al bombardamento di Alessandria nel corso della guerra egiziana del 1882 e conquistò l'ammirazione del popolo britannico.
Tra il 1884 e il 1885 Beresford fece parte dello staff della Gordon Relief Expedition sotto Garnet Wolseley.

### Rielezione al Parlamento e la promozione a contrammiraglio
Nel 1885 fu di nuovo eletto al Parlamento, questa volta come deputato per Marylebone East e rieletto alla elezioni politiche del 1886.
Dal 1889 fino al 1893 fu il capitano della HMS Undaunted, che faceva parte della flotta del Mediterraneo. Nel 1898 venne promosso a Contrammiraglio e di nuovo entrò in Parlamento, questa volta in rappresentanza di York, carica che mantenne fino al 1900, anche se trascorse molto del suo tempo in Cina, in rappresentanza delle Camere di Commercio associate, e dal 1900 in poi era secondo in comando della Flotta del Mediterraneo. Ai primi di febbraio 1902 lasciò la sua posizione nella Flotta del Mediterraneo e tornò nel Regno Unito.

### Ammiraglio
Tornò in Parlamento nel 1902, questa volta per Woolwich, ma si dimise nel 1903, quando fu promosso ammiraglio e nominato capo della Flotta del Canale. Beresford aspirava a raggiungere alla posizione più elevata della Royal Navy, Primo lord del mare, ma la posizione è stata tenuta da Fisher.
Beresford rimase un deputato fino al 1916, dopo che si era ritirato dalla marina nel 1911. Nel 1916, è stato elevato al titolo di Barone Beresford di Metemmeh e Curraghmore nella contea di Waterford.

## Matrimonio
Sposò, il 25 giugno 1878 a Londra, Mina Gardner, figlia di Richard Gardner e Lucy Mandesloh. Ebbero due figlie:
- Kathleen Mary de la Poer Beresford (1879-1939);
- Eileen Teresa Lucy de la Poer Beresford (?-1939).

## Morte
Morì nel 1919 a Caithness, all'età di 73 anni, a quel punto il suo titolo si estinse. Dopo un funerale di Stato presso la Cattedrale di San Paolo, fu sepolto al Putney Vale Cemetery, a sud di Londra.